# Nosferatu (palabra)
El nombre Nosferatu ha sido presentado como una palabra rumana, sinónimo de "vampiro". Sin embargo, parece ser una creación literaria y sus orígenes en el folklore rumano son inciertos.

## Origen de la palabra
El significado original de la palabra «nosferatu» es difícil de determinar. No hay duda de que adquirió popularidad a través de la novela de 1897 Drácula, de Bram Stoker, quien acusó como su fuente para el término a la oradora y autora británica del siglo XIX, Emily Gerard. Ésta introdujo la palabra en un artículo de una revista y en su diario de viaje La tierra más allá del bosque (lo que literalmente significa Transilvania en latín). Apenas menciona que sea la palabra rumana para vampiro: "Más decididamente malvado es el nosferatu, o vampiro, en quien cada campesino rumano cree firmemente como en El Cielo y El Infierno que solo es un rumor." Sin embargo, la palabra nosferatu no corresponde a ninguna palabra existente identificada en el idioma rumano en ninguna fase histórica (aparte del que se introdujo por la novela y el film). Evidencia interna en Drácula sugiere que Stoker creía que el término significaba "no muerto" (not dead en inglés) en rumano y por ende su intención habrá sido la palabra «undead» (en inglés, «no muerto»), un calco semántico.
Peter Haining identifica una fuente más temprana para nosferatu en "Supersticiones rumanas (1861)" por Heinrich von Wlislocki. Sin embargo, Wlislocki parece haber escrito únicamente en alemán y, de acuerdo con el Magyar Néprajzi Lexikon, nació en 1856 (m. 1907) lo que hace que su autoría de un título en inglés en 1861 sea dudosa. Ciertos detalles de la cita de Haining también entran en conflicto con David J. Skal, por lo que no parece ser muy confiable. Skal identifica una referencia similar a la palabra "nosferat" en un artículo de Wlislocki de 1896. Luego de estas fechas, Skal considera que lo de Wlislocki deriva de lo de Emily Gerard.
Una etimología alternativa es que el término deriva originalmente de la palabra griega "nosophoros" (*νοσοφόρος) que significa "portador de enfermedad". El film clásico Nosferatu, el vampiro de Friedrich Wilhelm Murnau enfatiza fervientemente el tema de la enfermedad, y la dirección creativa de Murnau en el film pudo estar influenciada por la etimología.
Sin embargo deben ser notadas varias dificultades con esta explicación. Gerard claramente identifica la palabra como rumana y defensores de la etimología de "nosophoros" (así como muchos otros comentaristas) parecen no tener demasiadas dudas de que esto es correcto, aunque la limitada familiaridad de Gerard con el idioma le de poca autoridad en ese punto. Si esta identificación rumana es considerada correcta, la primera objeción a la etimología "nosophoros" es que el rumano es una lengua romance. Mientras el rumano tiene algunas palabras prestadas del griego como muchas lenguas europeas, es generalmente considerado como un contribuyente menor al vocabulario rumano - cualquier palabra rumana es más probable que sea de origen latino y no griego. Segundo, mientras νοσοφόρος sería una palabra compuesta de acuerdo a convenciones de morfología del griego, la palabra misma no es conocida en ninguna fase histórica de dicho idioma. Esto es que la palabra νοσοφόρος simplemente parece no haber existido nunca, lo que haría que no fuese correcto utilizarla como origen de otra palabra en un idioma totalmente diferente. Una sola instancia de una palabra similar a νοσοφόρος, νοσηφόρος ("nosēphoros"), es vista en fragmentos de un trabajo de medicina del siglo II de Marcellus de Side, pero la evidencia para relacionar este raro término médico y nosferatu es casi nula.
Por supuesto también es posible que el término usado por Gerard no sea rumano pero resulta aún más difícil de justificar la etimología de una palabra si su lengua no es siquiera conocida. En cualquier caso, la dificultad con la etimología de νοσοφόρος es que no hay fuentes que se hayan presentado alguna vez como discusión que sean más sustanciales que la de que las dos palabras (una de las cuales tal vez no haya existido) son vagamente similares en sonido y significado. No se ha propuesto una derivación que concuerde con el proceso regular de derivaciones y no hay citas de ninguna forma intermedia.
En algunas versiones de la etimología de "nosophoros", una forma intermedia nesufur-atu o algunas veces nosufur-atu es presentada, pero tanto la fuente original como la justificación no son claras. Esta forma usualmente es indicada como eslava pero estos términos no corresponden a los nombres comúnmente reconocidos para ninguno de estos idiomas, y es probable que la intención haya sido para con el antiguo eslavo eclesiástico o con el protoeslavo. Como con νοσοφόρος, esta supuesta palabra eslava no parece ser avalada por fuentes primarias, lo que hace que el argumento carezca de credibilidad. 
Otra etimología común sugiere que la palabra significa "sin respirar", lo que parece ser un intento de lectura de un derivado del verbo latino spirare ("respirar") de lo que es el segundo morfema en nosferatu. Skal nota que esto "no tiene bases en la lexicografía", viendo todos estos intentos etimológicos con similar escepticismo.
Cuando se ven las sílabas individualmente desde el punto de vista del latín, las tres vagamente se traducen a "nosotos/nuestro (nos), bestia salvaje/animal/animal salvaje/monstruo marino/bestia de acecho (fera), tú (tu)". Al traducir "tú eres nuestra bestia salvaje" al latín, se obtiene "nostra fera tu", y con un simple arreglo, se llega a "nosferatu".
Una posibilidad final es que la forma que Gerard dio sea un término reconocido rumano que no tenga una correcta escritura o haya sido una posible mala interpretación de sonidos dada la limitada familiaridad de Gerard con el idioma, o posiblemente una variante dialectal de la palabra. Dos palabras candidatas a esta teoría son necurat ("poco claro", usualmente asociado con el ocultismo) y nesuferit ("el insufrible"). La forma nominativa masculina de un sustantivo rumano en la declinación a la que ambas palabras pertenecen toma el final "-ul", siendo las formas definidas necuratul y nesuferitul comúnmente encontradas (pudiendo ser traducidas como "el Diablo" y "el insufrible", respectivamente).

## Literatura
- Peter M. Kreuter, Vampirglaube in Südosteuropa. Berlín 2001 (lo más comprensible en tradiciones vampíricas rumanas)

- Datos: Q478715